# Mattia Sbragia
Mattia Sbragia (Roma, 17 aprile 1952) è un attore italiano.

## Biografia
Figlio di Giancarlo Sbragia e di Esmeralda Ruspoli, inizia a lavorare in teatro con suo padre nella prima metà degli anni settanta. Successivamente, sempre a teatro, è diretto da Giorgio Strehler e da Sergio Rubini. Debutta come attore cinematografico nel 1974, nel film Nipoti miei diletti di Franco Rossetti, a fianco di Adriana Asti. Successivamente interpreta, fra gli altri, Ritratto di borghesia in nero (1977), di Tonino Cervi,  Il caso Moro (1986) di Giuseppe Ferrara, Storia di ragazzi e di ragazze (1989) di Pupi Avati, La puritana (1989) di Ninì Grassia e L'avaro (1989), per la regia di Tonino Cervi, con Alberto Sordi e Laura Antonelli.
A partire dagli anni ottanta inizia a lavorare in film per la televisione e sceneggiati come Vita di Antonio Gramsci (1981), Delitto e castigo (1983), Nata d'amore (1984). Negli anni novanta partecipa alle serie televisive Il maresciallo Rocca (a partire dal 1996, nel ruolo del Procuratore Gennaro Mannino) ed Un prete tra noi, ed alle miniserie TV Il conte di Montecristo (1998), ed Il maresciallo Rocca e l'amico d'infanzia (2008). Nel 2009 interpreta Luciano Moggi nel film tv Operazione Offside che narra le vicende di Calciopoli.
Negli anni duemila si è imposto anche a livello internazionale per aver partecipato a importanti produzioni americane destinate al grande schermo, come The Golden Bowl (2000), La passione di Cristo del 2004 di Mel Gibson, e Ocean's Twelve (2004) di Steven Soderbergh, nel ruolo del commissario Giordano.
È attivo anche nel doppiaggio avendo dato voce, fra gli altri, a Matthew Modine nel film Full Metal Jacket di Stanley Kubrick e a Geoffrey Rush nel film Shine, con il quale l'attore australiano ha vinto l'Oscar al miglior attore, ed in Figli della rivoluzione e Shakespeare in Love. Curiosamente, egli stesso è stato doppiato da Francesco Pannofino nella versione italiana del film L'anno del terrore.

## Filmografia

### Cinema

Mattia Sbragia al suo debutto cinematografico nel film Nipoti miei diletti (1974), accanto ad Adriana Asti

- Nipoti miei diletti, regia di Franco Rossetti (1974)
- Ritratto di borghesia in nero, regia di Tonino Cervi (1978)
- Ciao cialtroni!, regia di Danilo Massi (1979)
- La storia vera della signora dalle camelie, regia di Mauro Bolognini (1981)
- Il disertore, regia di Giuliana Berlinguer (1983)
- Inganni, regia di Luigi Faccini (1985)
- Il tenente dei carabinieri, regia di Maurizio Ponzi (1986)
- Grandi magazzini, regia di Castellano e Pipolo (1986)
- Il caso Moro, regia di Giuseppe Ferrara (1986)
- Il burbero, regia di Castellano e Pipolo (1986)
- Tenerezza, regia di Enzo Milioni (1987)
- Minaccia d'amore, regia di Ruggero Deodato (1988)
- Mia moglie è una bestia, regia di Castellano e Pipolo (1988)
- Storia di ragazzi e di ragazze, regia di Pupi Avati (1989)
- Buon Natale... buon anno, regia di Luigi Comencini (1989)
- La puritana, regia di Ninì Grassia (1989)
- Il sole buio, regia di Damiano Damiani (1990)
- L'avaro, regia di Tonino Cervi (1990)
- Occhio alla perestrojka, regia di Castellano e Pipolo (1990)
- Dicembre, regia di Antonio Monda (1990)
- Netchaïev est de retour, regia di Jacques Deray (1991)
- La vieille qui marchait dans la mer, regia di Laurent Heynemann (1991)
- L'anno del terrore (Year of the Gun), regia di John Frankenheimer (1991)
- Un orso chiamato Arturo, regia di Sergio Martino (1992)
- Gangsters, regia di Massimo Guglielmi (1992)
- Stelle di cartone, regia di Francesco Anzalone (1993)
- L'orso di peluche (L'ours en peluche), regia di Jacques Deray (1994)
- Only You - Amore a prima vista (Only You), regia di Norman Jewison (1994)
- Quando le montagne finiscono, regia di Daniele Carnacina (1994)
- Facciamo paradiso, regia di Mario Monicelli (1995)
- Marciando nel buio, regia di Massimo Spano (1996)
- Canone inverso - Making Love, regia di Ricky Tognazzi (2000)
- The Golden Bowl, regia di James Ivory (2000)
- Christie Malry's Own Double-Entry, regia di Paul Tickell (2000)
- Heaven, regia di Tom Tykwer (2002)
- La setta dei dannati (The Order), regia di Brian Helgeland (2003)
- La passione di Cristo (The Passion of the Christ), regia di Mel Gibson (2004)
- Ocean's Twelve, regia di Steven Soderbergh (2004)
- Il principiante, cortometraggio, regia di Renato Chiocca (2004)
- Undercover, regia di Sabine Boss (2005)
- Guido che sfidò le Brigate Rosse, regia di Giuseppe Ferrara (2007)
- Ripopolare la reggia (Peopling the Palaces at Venaria Reale), regia di Peter Greenaway (2007)
- Le sette note del diavolo, video, regia di Marco Tornese (2008)
- Sanguepazzo, regia di Marco Tullio Giordana (2008)
- L'amore è un giogo, cortometraggio, regia di Andrea Rovetta (2009)
- L'ultimo ultras, regia di Stefano Calvagna (2009)
- Christine Cristina, regia di Stefania Sandrelli (2009)
- Diaz - Don't Clean Up This Blood, regia di Daniele Vicari (2012)
- Mia, regia di Fulvio Ottaviano (2012)
- Buongiorno papà, regia di Edoardo Leo (2013)
- La voce - Il talento può uccidere, regia di Augusto Zucchi (2013)
- Il giovane favoloso, regia di Mario Martone (2014)
- Noi e la Giulia, regia di Edoardo Leo (2015)
- Pastarelle, cortometraggio, regia di Gianluca Manzetti (2016)
- Il velo di Maya, regia di Elisabetta Rocchetti (2017)
- Il colore nascosto delle cose, regia di Silvio Soldini (2017)
- La terra buona regia di Emanuele Caruso (2018)
- Loro, regia di Paolo Sorrentino (2018)
- Il giudizio, regia di Gianluca Mattei e Mario Sanzullo (2021)

### Televisione
- Circuito chiuso – film TV (1978)
- Il vizio assurdo – teatro (1978)
- Il Commedione – teatro (1980)
- Vita di Antonio Gramsci, regia di Raffaele Maiello – miniserie TV (1980)
- Il fascino dell'insolito – serie TV, episodio 3x04 (1982)
- Delitto e castigo, regia di Mario Missiroli – miniserie TV (1983)
- Nata d'amore – miniserie TV (1984)
- Einstein – miniserie TV (1985)
- Il treno di Lenin – film TV (1988)
- Una lepre con la faccia di bambina – film TV (1988)
- Sound, regia di Biagio Proietti – miniserie TV (1988)
- Chiara e Francesca – serie TV (1989)
- Valentina – serie TV, 1 episodio (1989)
- Il giudice istruttore – serie TV, 1 episodio (1990)
- Quel treno per Budapest – film TV (1990)
- La primavera di Michelangelo (A Season of Giants) – film TV (1990)
- Il commissario Corso – serie TV, 1 episodio (1991)
- Italia chiamò – serie TV, 1 episodio (1992)
- Abramo (Abraham), regia di Joseph Sargent – miniserie TV (1993)
- Gli eredi – film TV (1997)
- Il conte di Montecristo (Le Comte de Monte Cristo), regia di Josée Dayan – miniserie TV (1998)
- Tre stelle, regia di Pier Francesco Pingitore – miniserie TV (1999)
- Un prete tra noi – serie TV, 2 episodi (1999)
- I giudici (Excellent Cadavers), regia di Ricky Tognazzi – film TV (1999)
- Il mistero del cortile, regia di Paolo Poeti – miniserie TV (1999)
- Ciao professore – serie TV (1999)
- Gli amici di Gesù - Giuseppe di Nazareth, regia di Raffaele Mertes – film TV (2000)
- Qualcuno da amare, regia di Giuliana Gamba – miniserie TV (2000)
- Senza confini, regia di Fabrizio Costa – miniserie TV (2001)
- Il commissario – serie TV, 1 episodio (2002)
- Lo zio d'America – serie TV, 8 episodi (2002)
- Con le unghie e con i denti, regia di Pier Francesco Pingitore – miniserie TV (2004)
- Don Gnocchi - L'angelo dei bimbi, regia di Cinzia TH Torrini – miniserie TV (2004)
- De Gasperi - L'uomo della speranza, regia di Liliana Cavani – miniserie TV (2005)
- Il maresciallo Rocca – serie TV, 28 episodi (1996-2005)
- La contessa di Castiglione, regia di Josée Dayan – miniserie TV (2006)
- Il maresciallo Rocca e l'amico d'infanzia, regia di Fabio Jephcott – miniserie TV (2008)
- Terra ribelle – serie TV, 3 episodi (2010)
- Amanda Knox (Amanda Knox: Murder on Trial in Italy), regia di Robert Dornhelm – film TV (2011)
- La Certosa di Parma, regia di Cinzia TH Torrini – miniserie TV (2012)
- Rex – serie TV, 2 episodi (2009-2012)
- Altri tempi, regia di Marco Turco – miniserie TV (2013)
- Francesco, regia di Liliana Cavani – miniserie TV (2014)
- Pod prikritie – serie TV, 3 episodi (2011-2016)
- Una pallottola nel cuore – serie TV, 1 episodio (2016)
- The Young Pope – serie TV, 1 episodio (2016)
- Sofiya, regia di Lodovico Gasparini – miniserie TV (2016)
- Il bello delle donne... alcuni anni dopo – serie TV, 1 episodio (2017)
- L'onore e il rispetto – serie TV (2017)
- Solo – serie TV (2018)
- I Medici (Medici: The Magnificent) – serie TV, episodio 3x06 (2019)
- Diavoli (Devils) – serie TV (2020)
- Speravo de morì prima, regia di Luca Ribuoli – miniserie TV (2021)
- Masantonio - Sezione scomparsi, regia di Fabio Mollo e Enrico Rosati – miniserie TV (2021)
- Bang Bang Baby – serie TV (2022)
- Circeo, regia di Andrea Molaioli – miniserie TV (2022)
- Suburræterna – serie TV, 4 episodi (2023)
- Non ci resta che il crimine - La serie – serie TV, episodio 1x04 (2023)

## Doppiaggio
- Geoffrey Rush in Shine, Figli della rivoluzione, Shakespeare in Love
- Takeshi Kitano in L'estate di Kikujiro, Tabù - Gohatto
- Matthew Modine in Full Metal Jacket
- Rupert Everett in Another Country - La scelta
- Wallace Shawn in La storia fantastica
- Larry Cedar in Una spia in vacanza
- Olivier Barroux in Pistole nude

## Doppiatori italiani
- Francesco Pannofino in L'anno del terrore

## Riconoscimenti
- David di Donatello
  - 1987 – Candidatura al miglior attore non protagonista per Il caso Moro

- Nastro d'argento
  - 2005 – Candidatura al migliore attore non protagonista per La passione di Cristo

- Ciak d'oro
  - 1987 – Candidatura al miglior attore non protagonista per Il caso Moro